# Sortilemn
Sortilemn Gherla este o companie din industria lemnului din România.
A fost înființată în anul 1961, având ca principal domeniu de activitate producerea de placaje, furnire, PAL și scaune, firma privatizându-se în noiembrie 1999, cu capital intregal privat, acționarul majoritar fiind omul de afaceri Michael Brandhuber din Austria cu o participație de 65%, restul de 35% din acțiuni aparținând lui Ghisa Ludovic.
Exportul reprezintă circa 99% din totalul cifrei de afaceri al companiei din Gherla, Sortilemn fiind și unul dintre furnizorii tradiționali ai firmei suedeze IKEA.
Număr de angajați în 2008: 1.050
Cifra de afaceri:
- 2010: 23 milioane euro [3]
- 2008: 36 milioane euro [4]